# Minous pusillus
Minous pusillus är en fiskart som beskrevs av Temminck och Schlegel, 1843. Minous pusillus ingår i släktet Minous och familjen Synanceiidae. Inga underarter finns listade i Catalogue of Life.